# Cieszków
Cieszków (dawniej Frejno, niem. Freyhan) – wieś (do 1742 roku miasto) w Polsce położona w województwie dolnośląskim, powiecie milickim, gminie Cieszków.
W latach 1954–1972 wieś należała i była siedzibą władz gromady Cieszków. W latach 1975–1998 miejscowość administracyjnie należała do województwa wrocławskiego, obecnie jest siedzibą gminy Cieszków w województwie dolnośląskim.
W miejscowości jest przystanek kolejowy Cieszków.

## Demografia
Według Narodowego Spisu Powszechnego (III 2011 r.) liczył 2016 mieszkańców. Jest największą miejscowością gminy Cieszków.

## Sport
W Cieszkowie działa klub piłkarski Pogoń Cieszków oraz sekcja zapasów UKS Olimpia Cieszków w latach 70. istniejąca jako Plon Cieszków – przeniesiona tu z pobliskich Sulmierzyc.
Pogoń Cieszków toczy obecnie (sezon 2015/2016) rozgrywki w piłkarskiej B-klasie, grupa Wrocław IX. Przez dwa sezony: 2010/2011 i 2012/2013 grała w A-klasie, grupa Wrocław II. Największym sukcesem drużyny jest zajęcie w obu wspomnianych sezonach 12. lokaty

## Harcerstwo
W Cieszkowie w latach 60. i 70. XX wieku bardzo prężnie działało harcerstwo. Współzałożycielem i drużynowym był hm. Marian Marciniak – nauczyciel ze Zdun, który był siostrzeńcem skautmistrza i pocztowca Ludwika Danielaka. Po likwidacji drużyny około 1989 roku, Marian Marciniak reaktywował harcerstwo w Cieszkowie, tworząc w 1996 roku wraz z dh. pwd. Danutą Jóśkowiak nową 2 drużynę harcerską „Sokoły” przynależącą do Hufca Milicz. Nieco później, bo w 1998 roku powstał III Cieszkowski Środowiskowy Szczep Drużyn Harcerskich „Sokół”.

## Historia
Z roku 1280 pochodzą zapiski wzmiankujące istnienie kasztelu w Cieszkowie. Miasto założył tu w 1489 r. Wilhelm Moschke, była tu osada targowa i ośrodek zarządzania jego dobrami. W wieku XVI własność von Maltzanów z Milicza, w następnym stuleciu została tu utworzona ordynacja (1628 r.), a następnie klucz (rok 1656) cesarski. W roku 1613 śląski regionalista i historyk Mikołaj Henel z Prudnika wymienił miejscowość w swoim dziele o geografii Śląska pt. Silesiographia podając jej łacińską nazwę: Freihanum. Po śmierci w 1715 r. Wilhelma von Maltzan własność odziedziczyła wdowa po nim, Renata Beata von Novack, a za pośrednictwem R. B. v. Novack jej drugi mąż, hrabia Erazm Ulryk von Geist und Hagen, a po nim Gerhard Wilhelm von Strattma, który sprzedał dobra w 1725 r. marsz. hr. Jakubowi Flemmingowi. Po śmierci Flemminga wdowa po nim Tekla de domo Radziwiłłówna sprzedała Cieszków w 1745 r. Katarzynie Sapieżynie primo voto Sapieha, secundo voto von Lilienhoff. Po jej śmierci w 1779 r. Cieszków sprzedany został hrabiemu von Sandretzky'emu, który następnie sprzedał go Zedlitzom.
Pożar strawił Cieszków w 1826 r. wraz z pałacem (z początku XVIII wieku), w którym mieszkała Katarzyna z Sapiehów. W roku 1828 był już własnością Maurycego von Teichmanna; prawa miejskie utracił przed rokiem 1841, zachował jednak status centrum zarządzania ordynacją oraz ośrodka targowego. Pałac w 1842 r. przeszedł gruntowną renowację, jednak w 1945 r. spłonął ponownie, po czym popadł w ruinę i został ostatecznie rozebrany. Do czasów współczesnych zachowały się pozostałości złożenia pałacowo-ogrodowego wokół jego ruin. 

## Zabytki
Do wojewódzkiego rejestru zabytków wpisane są:
- miasto – układ urbanistyczny z XIII w., XVIII-XX w.
- kościół pw. Wniebowzięcia Najświętszej Marii Panny, parafialny, barokowo-rokokowy, bogato zdobiony, wzniesiony w 2. połowie XVIII wieku; budowę rozpoczęto w 1753 r. z inicjatywy i na koszt Katarzyny Sapiehy, ale nie jest znany rok ukończenia budowy; na miejscu rozebranego w 1749 r. drewnianego kościoła, który stanął tu na koszt Jakuba Flemminga po rozbiórce w 1728 r. jeszcze starszego kościoła dworskiego. W podziemiach kościoła spoczywają zabalsamowane zwłoki fundatorki[13] oraz jej córki.

## Ludzie związani z miejscowością
- ks. Ryszard Kempiak (ur. 1959) – polski duchowny katolicki, salezjanin, biblista,
- Piotr Kozłowski – poseł na sejm IV kadencji.
- Ludwik Danielak – pocztowiec, twórca harcerstwa w okolicach Zdun

## Komunikacja
Przez wieś przebiega:
- 15 Trzebnica – Milicz – Cieszków – Krotoszyn – Września – Gniezno – Toruń –- Ostróda
- linia kolejowa: Oleśnica – Cieszków – Krotoszyn – Jarocin – Gniezno